# Kurzstreckenrakete

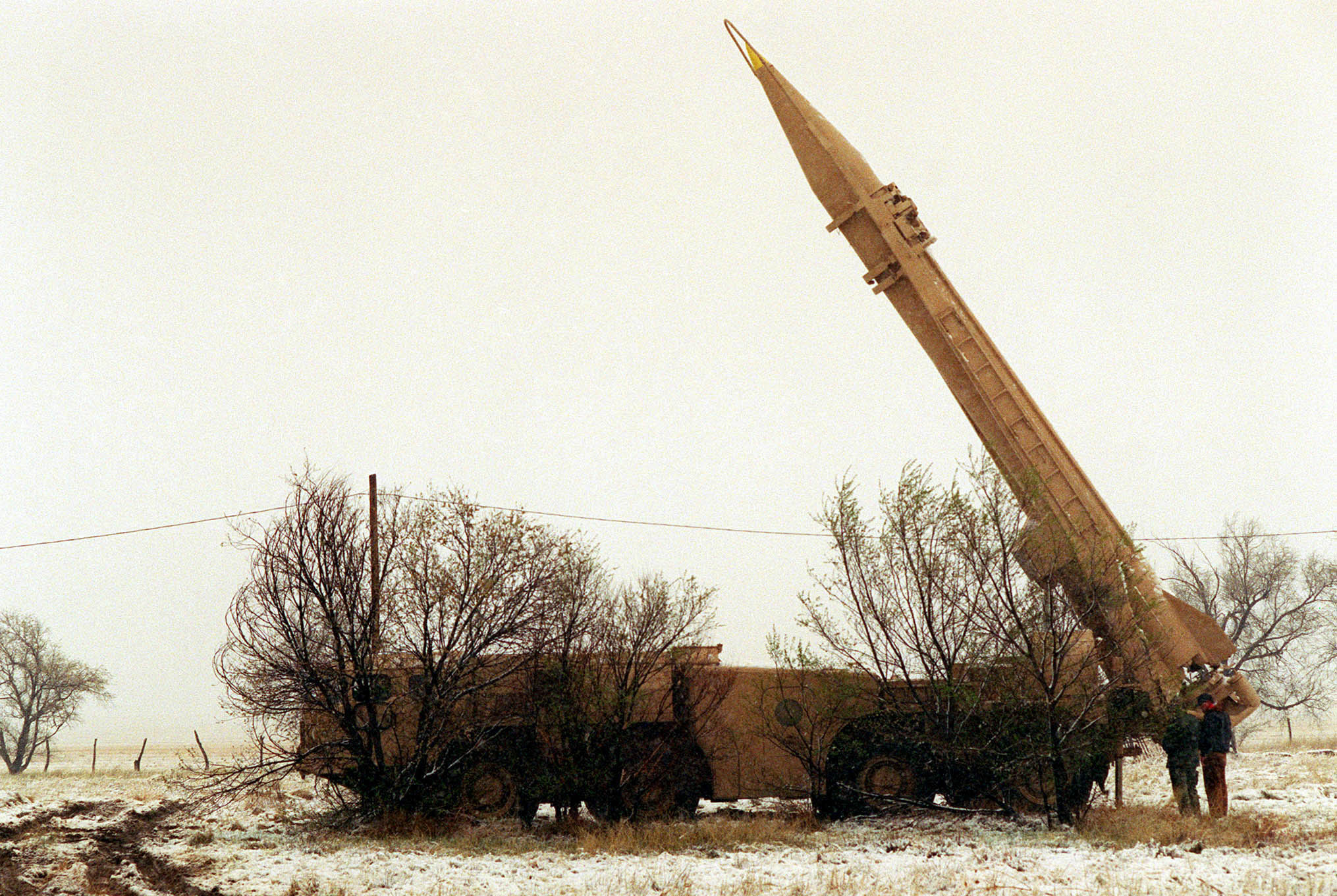
Mobile Scud-Abschussplattform

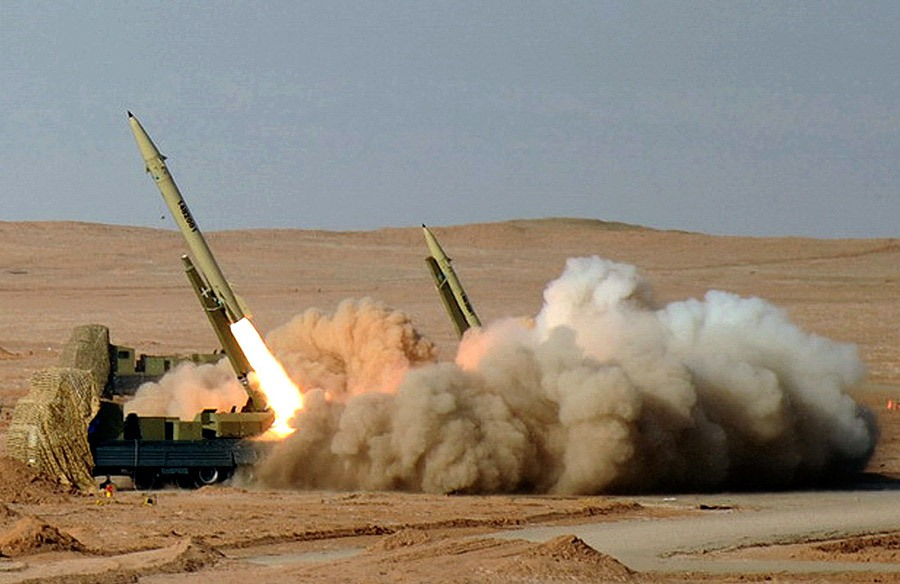
Iranische Fateh-110-Kurzstreckenraketen bei einer Militärübung im Jahre 2012

Eine Kurzstreckenrakete ist eine ballistische militärische Rakete, deren Reichweite unterhalb derer von Mittelstreckenraketen (800–5500 km) liegt.

## Klassifizierung

### Kurzstreckenraketen i.e.S.
Im INF-Vertrag (Art. II., Abs. 6) von 1987 wurden Kurzstreckenraketen als diejenigen Raketen definiert, deren Reichweite 500 km bis 1.000 km beträgt. International werden diese Raketen als shorter-range ballistic missile (SRBM) und die mit Nukleargefechtsköpfen bestückten Raketen als Short-Range Nuclear Forces (SNF) klassifiziert. Seit 1996 bezeichnet man Raketen mit einer Reichweite von 150 bis 800 km als Kurzstreckenraketen.

### Ballistische Gefechtsfeldraketen
Raketen mit einer Reichweite bis zu maximal 150 km, die sich für den Gefechtsfeldeinsatz eignen, werden auch als battlefield short-range ballistic missiles (BSRBM) bezeichnet. Hierzu gehören die russischen 9K52 Luna-M- und 9K79 Totschka-Raketen, die iranischen Zelzal-Raketen, die pakistanischen Hatf-Raketen oder die US-amerikanischen MGM-52-Lance- und ATACMS-Systeme.

## Geschichte
Ab 1939 entwickelte  Wernher von Braun in der Heeresversuchsanstalt Peenemünde die Kurzstreckenrakete Aggregat 4 (V2/A4). Ihr erster erfolgreicher Start gelang am 3. Oktober 1942. Die Rakete erzielte Geschwindigkeiten von etwa 2000 m/s und Reichweiten bis zu 300 km, sie war das erste technische Objekt, das den Weltraum erreichte. Etwa 3200 solcher Aggregate wurden bis 1945 abgeschossen. Ihre Weiterentwicklung legte den Grundstein für die Raketenprogramme der USA und der Sowjetunion und führte zur Mondrakete Saturn V.

## Typen
Die bekanntesten heute einsatzbereiten Kurzstreckenraketen (SRBM) sind:
- 8K14 Elbrus / (SS-1C Scud-B) (weltweit, u. a. Ägypten, Afghanistan, Libyen, Syrien)
- 9K720 Iskander (SS-26 Stone), (Russland)
- Hwasong-5, Hwasong-6 (Nordkorea)
- CSS-6, DongFeng 11 (CSS-7), (VR China)
- ATACMS, (USA)
- Prithvi-1, Prithvi-2, Prithvi-3, Prahaar (Indien)
- Hatf-2 (Abdali), Hatf-3 (Ghaznavi), Hatf-4 (Shaheen 1), (Pakistan)
- Shahab-1, Shahab-2, Zelzal-3, Fateh-110 (Iran)

## SRBMs
- Ghaznavi (290 km)[1]  Pakistan
- Abdali (180 km)  Pakistan
- Aggregat 4 (320 km)  Deutsches Reich
- Pluton (Kurzstreckenrakete) (120 km)  Frankreich
- Hadès (Rakete) (480 km)  Frankreich
- 9K720 Iskander  (400 km)  Sowjetunion /  Russland
- Scud (300–700 km)  Sowjetunion
- DF-11 (350 km)  Volksrepublik China
- DF-15 (600 km)  Volksrepublik China
- DF-16 (800–1000 km)  Volksrepublik China
- Prithvi (Rakete)  Indien
  - Prithvi I (150 km)
  - Prithvi II (250–350 km)
  - Prithvi III (350–750 km)
- Prahaar (150 km)  Indien
- Pralay (500 km)  Indien
- Shaurya (700 km)  Indien
- Jericho I (500 km)  Israel
- Naze'at (100–130 km)  Iran
  - Naze'at-6 (100 km)
  - Naze'at-10 (130 km)
- Tondar-69 (150 km)  Iran
- Zelzal  Iran
  - Zelzal-1 (160 km)
  - Zelzal-2 (210 km)
  - Zelzal-3 (200 km)
  - Zelzal-3B (250 km)
- Fateh-110 (300 km)  Iran
  - Khalidsch-e Fars (300 km)
  - Hormuz-1 (250 km)
  - Hormuz-2 (250 km)
  - Fateh-313 (500 km)
  - Fateh Mobin (300–500 km)
  - Raad-500 (500 km)
  - Zolfaghar (750 km)
- Shahab-1 (300 km)  Iran
- Shahab-2 (500 km)  Iran
- Qiam-1 (700 km)  Iran
- Qiam-2 (700 km)  Iran
- J-600T  Türkei
  - J-600T Yıldırım I (150 km)
  - J-600T Yıldırım II (300 km)
  - J-600T Yıldırım III (900 km)
- TOROS  Türkei
  - TOROS 230 (100 km)
  - TOROS 260 (160 km)
- T-300 Kasırga (100 km)  Türkei
- Hyunmoo Republic of Korea  Südkorea
  - Hyunmoo-1 (180–250 km)
  - Hyunmoo-2 (300–500 km)
- Sky Spear (~120 km)  Taiwan
- MGM-52 Lance (70–120 km)  Vereinigte Staaten
- PGM-11 Redstone (92–323 km)  Vereinigte Staaten
- MGM-140 ATACMS (128–300 km)  Vereinigte Staaten